# He Long

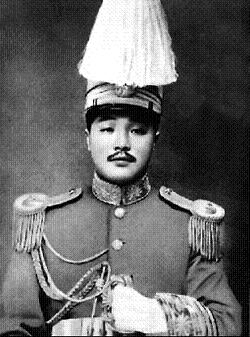
He Long, 1925

He Long (chinesisch 贺龙, Pinyin Hè Lóng, * 22. März 1896, Sangzhi; † 8. Juni 1969) war ein bedeutender kommunistischer Armeeführer während des chinesischen Bürgerkrieges. Nach Gründung der Volksrepublik China war er Marschall und Vize-Premierminister.
He Long war der Sohn eines Offiziers niederen Ranges, der auch Mitglied der Gelaohui (Gesellschaft der älteren Brüder), einer Geheimgesellschaft, die bereits seit dem Beginn der Qing-Dynastie existierte, war. Er erhielt nie eine Schulausbildung, in seiner Kindheit und Jugend hütete er Vieh.
Seine revolutionäre Karriere reicht jedoch ebenfalls bis in seine Jugendzeit zurück – er tötete einen kaiserlichen Steuereintreiber mit einem Fleischermesser, nachdem dieser angeblich seinen Onkel umgebracht hatte.
Bereits 1914 trat He Long der Nationalistischen Partei (Kuomintang, KMT) bei. 1923 wurde er Kommandeur der 20. Armee der Kuomintang, und bis in die Mitte der 1920er Jahre war er endgültig zu einem wichtigen lokalen Militärführer aufgestiegen und nahm als solcher auf Seiten der Kuomintang an der Nordexpedition teil. 1926 oder 1927 trat er der Kommunistischen Partei Chinas bei; KMT-Führer Chiang Kai-shek versuchte vergeblich, He Long für die KMT zurückzugewinnen und rächte sich damit, dass er 100 Verwandte von He Long ermorden ließ, darunter drei Schwestern und einen Bruder. 1927 war He Long unter den Führern des Nanchang-Aufstandes.
Während des Langen Marsches entwickelte He Long sich zu einem wichtigen Unterstützer der Linie von Mao Zedong. Ab 1934, also als 36-Jähriger, kommandierte He Long bereits die Zweite Armee der chinesischen Rote Armee. Er war als charismatischer, schnauzbärtiger Mann bekannt, der sehr gut reden und motivieren konnte. Seinen Truppen kam eine wichtige Rolle im chinesischen Bürgerkrieg zu.
Als 1937 die 8. Marscharmee umstrukturiert wurde, erhielt er das Kommando über die 120. Division. Von Ende 1938 bis 1940 kämpfte er im Zweiten Chinesisch-Japanischen Krieg in Hubei sowohl gegen die japanische Armee als auch gegen die Kuomintang angeschlossene Guerilla. Er befehligte erfolgreich in der Schlacht der Hundert Regimenter (20. August – 5. Dezember 1940) und wurde 1943 zum Oberbefehlshaber der kommunistischen Streitkräfte in Shanxi, Shaanxi, Gansu, Ningxia und der Inneren Mongolei befördert.
Bis zum Ende des Zweiten Weltkrieges befehligte er eine Streitmacht von etwa 175.000 Soldaten im Nordwesten Chinas. Nach der Niederlage der Kuomintang nahm He Long am 1. Oktober 1949 an der Seite Maos an den Gründungsfeierlichkeiten der Volksrepublik China auf dem Tian’anmen-Platz teil. Er wurde zum Stellvertreter Deng Xiaopings als Leiter des Südwestbüros in Chongqing ernannt, wo er für den Aufbau der kommunistischen Herrschaft in Südwestchina mitverantwortlich wurde. 1955 wurde er zu einem der Zehn Marschälle ernannt und zu Ende der 1950er Jahre wurde er auch Sekretär der Sportkommission.
Ende der 1960er Jahre fiel He Long der Kulturrevolution zum Opfer. Lin Biao, der um mehr Macht innerhalb des Militärs kämpfte, ließ ab 1966 He Long in Massendemonstrationen als Räuber und Kriegsherren darstellen. Zusammen mit Jiang Qing, der Frau Mao Zedongs, organisierte er eine Einlieferung des zuckerkranken und insulinabhängigen He Long in ein Krankenhaus, wo er am gleichen Tag, dem 8. Juni 1969, verstarb. Ihm wurde wahrscheinlich mit Vorsatz Glukose injiziert.
1974 entschied das Zentralkomitee der KP, He Long zu rehabilitieren, seine komplette Rehabilitation wurde jedoch erst im Oktober 1982 verkündet.